# Quán Dương
Quán Dương (tiếng Trung: 灌阳县, bính âm: Quánzhōu Xiàn, Hán Việt: Quán Dương huyện) là một huyện thuộc địa cấp thị Quế Lâm, Khu tự trị dân tộc Choang Quảng Tây, Cộng hòa Nhân dân Trung Hoa. Huyện Quán Dương có diện tích 1.837 km², dân số 270.000 người, mã số bưu chính 541600, huyện lỵ ở trấn Quán Dương.

## Các đơn vị hành chính
Huyện này có 4 trấn, 5 hương:
- Trấn: Quán Dương (灌阳), Văn Thị (文市), Tân Nhai (新街), Hoàng Quan (黄关).
- Hương: Tân Vu (新圩), Thủy Xa (水车), Tây Sơn Dao tộc (西山瑶族), Quan Âm Các (观音阁), Động Tỉnh Dao tộc (洞井瑶族).